# Максуэлл (тауншип, Миннесота)
Максуэлл (англ. Maxwell) — тауншип в округе Лак-ки-Парл, Миннесота, США. На 2000 год его население составило 206 человек.

## География
По данным Бюро переписи населения США площадь тауншипа составляет 94,0 км², из которых 93,8 км² занимает суша, а 0,2 км² — вода (0,19 %).

## Демография
По данным переписи населения 2000 года здесь находились 206 человек, 76 домохозяйств и 56 семей.  Плотность населения —  2,2 чел./км².  На территории тауншипа расположено 84 постройки со средней плотностью 0,9 построек на один квадратный километр. Расовый состав населения: 100,00 % белых.
Из 76 домохозяйств в 38,2 % воспитывались дети до 18 лет, в 69,7 % проживали супружеские пары, в 2,6 % проживали незамужние женщины и в 26,3 % домохозяйств проживали несемейные люди. 26,3 % домохозяйств состояли из одного человека, при том 14,5 % из — одиноких пожилых людей старше 65 лет. Средний размер домохозяйства — 2,71, а семьи — 3,32 человека.
32,5 % населения — младше 18 лет, 4,9 % — в возрасте от 18 до 24 лет, 23,3 % — от 25 до 44, 27,2 % — от 45 до 64, и 12,1 % — старше 65 лет. Средний возраст — 40 лет. На каждые 100 женщин приходилось 98,1 мужчин.  На каждые 100 женщин старше 18 приходилось 101,4 мужчин.
Средний годовой доход домохозяйства составлял 36 250 долларов, а средний годовой доход семьи —  41 250 долларов. Средний доход мужчин —  23 750  долларов, в то время как у женщин — 23 125. Доход на душу населения составил 16 161 доллар. За чертой бедности находились 5,2 % семей и 7,4 % всего населения тауншипа, из которых 7,0 % младше 18 лет.